# Лаодикея
Вижте пояснителната страница за други значения на Лаодикея.
Лаодикея на Ликус (на старогръцки: Λαοδίκεια πρὸς τῷ Λν́κῶ, Laodikeia, Laodizea; на латински: Laodicea ad Lycum; османски: Lâdik, на турски: Laodikeia, Laodikya) е древен град във Фригия (днес в Турция) на река Ликос (днес Çürüksu Çayı), близо до на река Меандър, на 6 км северно от днешен Денизли и 10 км южно от Хиераполис и на 8 км от термите на Памуккале.
Градът е основан между 261 и 253 пр.н.е. от Антиох II Теос на мястото на по-старото селище Диосполис и наречен на неговата съпруга Лаодика.
Лаодикея се споменава в Новия завет в писмата на Свети Апостол Павел (2,1; 4,13.15.16) и в Йоановата апокалипса (1,11; 3,14) като седалище на християнска община. Тя е една от седемте църкви в Азия.
Апостол Павел пише писмо до общината Лаодикея: „Избор, да станат ЗЕМНИ ЦАРЕ, на земни престоли, разбогатели и от нищо не нуждаещи се, или НЕБЕСНИ ЦАРЕ – седнали с Христос на Неговия престол!“
През началото на 4 век Лаодикея е метрополис на провинция Фригия Пакациане. През 363 – 364 г. в града се провежда Църковен събор (Събор в Лаодикея).